# Darevskia uzzelli
Espèce
Synonymes
- Lacerta uzzelli Darevsky & Danielyan, 1977

Statut de conservation UICN

 EN B1ab(iii) : En danger
Darevskia uzzelli est une espèce de sauriens de la famille des Lacertidae.

## Répartition
Cette espèce est endémique de l'Est de la Turquie. Elle se rencontre dans les provinces d'Erzurum et de Kars.
Sa présence en Arménie est incertaine.

## Description
Cette espèce est parthénogénique.

## Étymologie
Cette espèce est nommée en l'honneur de Thomas Marshall Uzzell Jr.

## Publication originale
- Darevsky & Danielyan, 1977 : Lacerta uzzelli sp. nov. (Sauria: Lacertidae) - a new parthenogenetic species of rock lizard from eastern Turkey. Trudy Zoological Institute (Leningrad), vol. 76, p. 55-59.